# جی. ادگار
جی. ادگار (به انگلیسی: J. Edgar) یک فیلم در ژانر زندگی‌نامه‌ای و درام به کارگردانی کلینت ایستوود بر اساس نوشته‌ای از داستین لنس بلک می‌باشد. این فیلم در مورد زندگی حرفه‌ای اولین رئیس اف‌بی‌آی، جی. ادگار هوور می‌باشد. این فیلم همچنین به زندگی خصوصی و همجنس‌گرایی او نیز می‌پردازد.
لئوناردو دی‌کاپریو، آرمی همر، نائومی واتس، دیمن هریمن، اد وستویک، آرون لازار و جفری داناوان از بازیگران این فیلم می‌باشند.

## خلاصهٔ داستان
این فیلم دربارهٔ رئیس پر افتخار اداره آگاهی (که بعدها به عنوان FBI شناخته شد) به نام «جی. ادگار هوور» است. «جی. ادگار» (لئوناردو دی کاپریو) در سال ۱۹۲۴ به ریاست FBI برگزیده شد و به مدت ۴۸ سال این سمت را در اختیار داشت. وی در این مدت، توانست امنیتی قابل قبولی را در ایالات متحده به‌وجود بیاورد